# Ignacy Maurycy Judt
Ignacy Maurycy Judt (* 1875; † 8. Dezember 1923 in Warschau) war ein polnischer Radiologe sowie Ethnologe. Er gilt als Pionier der Radiologie.

## Leben
Judt entstammte einer jüdischen Familie. Nach seinem Abschluss am II. Gymnasium in Warschau, studierte er bis 1899 erfolgreich Medizin an der Kaiserlichen Universität. Nach einer wissenschaftlichen Forschungsreise wurde Ignacy Marycy Judt Leiter einer Chirurgie-Abteilung, rief anschließend ein Zentrum für Radiologie ins Leben. Judt nahm am Russisch-Japanischen Krieg (1904–1905) teil. Nach seiner Rückkehr in die Heimat, eröffnete er ein privates Radiologie-Studio.
In Deutschland wurde der Wissenschaftler durch sein 1903 veröffentlichtes, kritisches Buch Die Juden als Rasse: eine Analyse aus dem Gebiet der Anthropologie bekannt. Der Eugeniker Hans F. K. Günther förderte seine Bekanntheit durch viele Erwähnungen seiner Zitate in seinen überwiegend antisemitischen Werken.
Ignacy M. Judt liegt auf dem Jüdischen Friedhof von Warschau an der Okopowa-Straße begraben.

## Werke
- Die Juden als Rasse: eine Analyse aus dem Gebiete der Anthropologie. Berlin: Jüdischer Verlag, 1903